# Łabowa (gromada)
Łabowa – dawna gromada, czyli najmniejsza jednostka podziału terytorialnego Polskiej Rzeczypospolitej Ludowej w latach 1954–1972.
Gromady, z gromadzkimi radami narodowymi (GRN) jako organami władzy najniższego stopnia na wsi, funkcjonowały od reformy reorganizującej administrację wiejską przeprowadzonej jesienią 1954 do momentu ich zniesienia z dniem 1 stycznia 1973, tym samym wypierając organizację gminną w latach 1954–1972.
Gromadę Łabowa z siedzibą GRN w Łabowej utworzono – jako jedną z 8759 gromad na obszarze Polski – w powiecie nowosądeckim w woj. krakowskim, na mocy uchwały nr 26/IV/54 WRN w Krakowie z dnia 6 października 1954. W skład jednostki weszły obszary dotychczasowych gromad Łabowa, Łabowiec i Uhryń ze zniesionej gminy Łabowa oraz Maciejowa, Składziste i Roztoka Mała ze zniesionej gminy Nawojowa w tymże powiecie. Dla gromady ustalono 10 członków gromadzkiej rady narodowej.
30 czerwca 1960 do gromady Łabowa przyłączono wsie Nowa Wieś, Kotów i Łosie ze zniesionej gromady Nowa Wieś.
31 grudnia 1961 do gromady Łabowa przyłączono wsie Baranowiec i Czaczów ze zniesionej gromady Frycowa.
1 stycznia 1969 do gromady Łabowa przyłączono wsie Krzyżówka i Roztoka Wielka ze znoszonej gromady Mochnaczka Wyżna.
Gromada przetrwała do końca 1972 roku, czyli do kolejnej reformy gminnej. Z dniem 1 stycznia 1973 roku reaktywowano gminę Łabowa.